# Mur de l'œil
Pour un article plus général, voir Cyclone tropical.

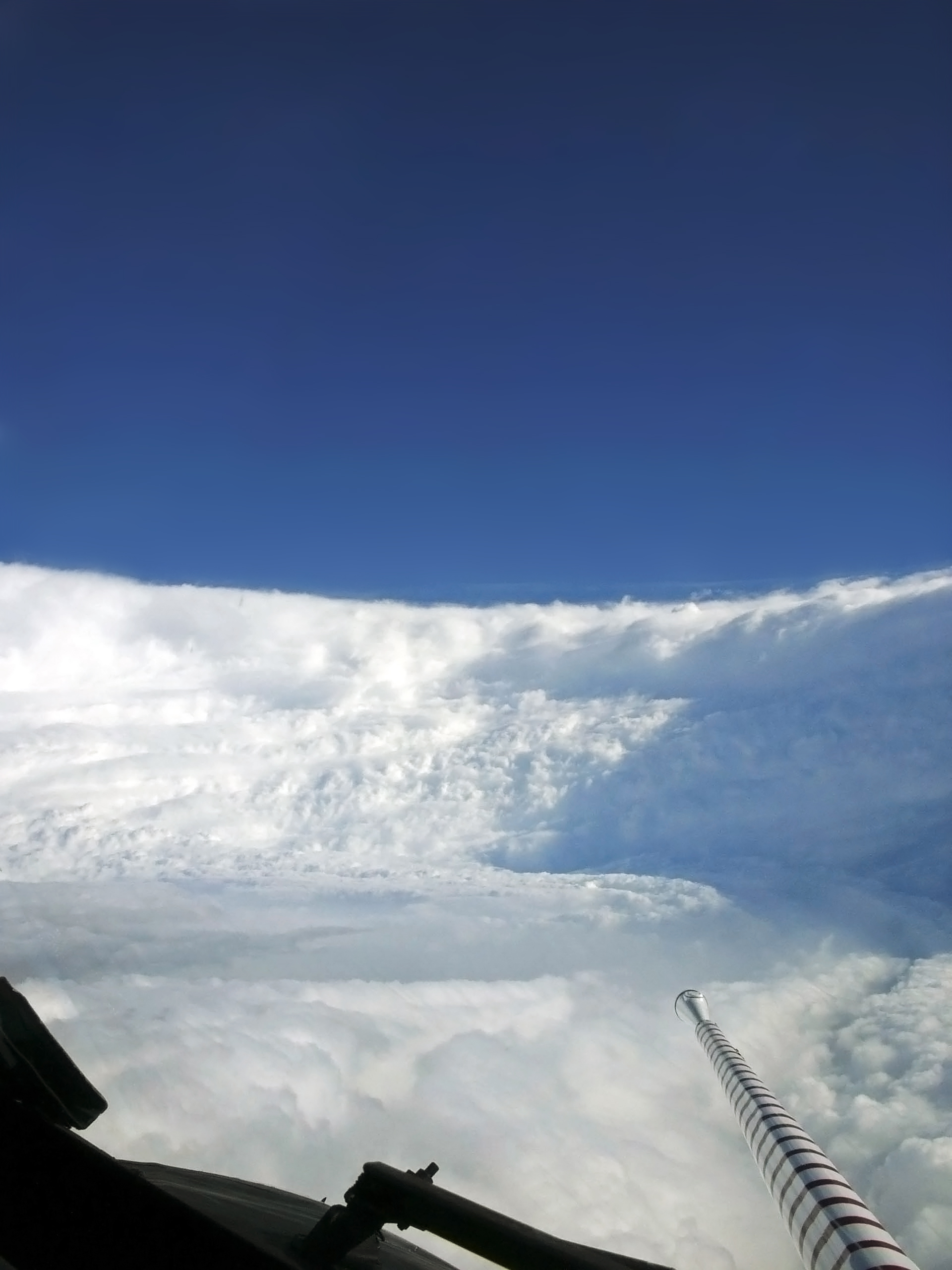
Vue de l'intérieur de l'œil de l'ouragan Katrina, 40 km de diamètre lors de son acmé, depuis un avion.

Le mur de l'œil est la ceinture de cumulonimbus qui délimite le périmètre de l'œil
des cyclones tropicaux, une zone de beau temps relatif au centre du système où la pression est minimale. L'œil fonctionne comme un piège vers où converge l'air en surface et d'où il diverge en altitude. Ce mouvement ascensionnel se trouve dans son mur orageux qui engendre alors les phénomènes les plus violents de la tempête : pluies diluviennes, rafales de vent les plus fortes et parfois tornades.

## Conditions météorologiques au niveau du mur

### Caractéristiques des cumulonimbus
Contrairement aux nuages d'orage ordinaires qui ont un développement quasi vertical, les nuages formant le mur de l'œil ont la forme d'un entonnoir s'évasant vers le haut (ou de gradins de stade). Contrairement aux apparences, les courants ascendants ne sont pas très violents et sont en moyenne de seulement 6 m/s et la vitesse verticale dépasse rarement 15 m/s. Dans l'ouest américain, il est courant d'avoir par beau temps des courants ascendants de 6 à 8 m/s. De plus, les orages supercellulaires des latitudes moyennes peuvent engendrer des courants ascendants de 45 m/s soit 90 nœuds, soit quasiment un ordre de magnitude en plus.

### Mésovortex du mur

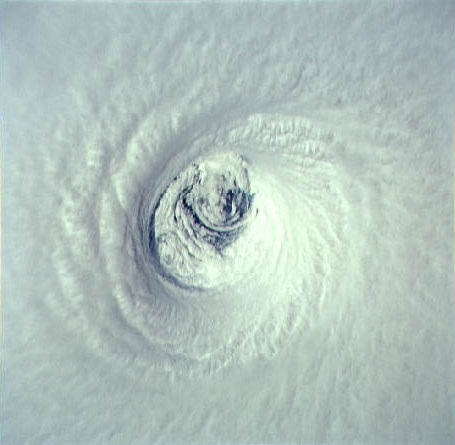
Meso-vortex visibles dans l'œil de l'ouragan Emilia en 1994

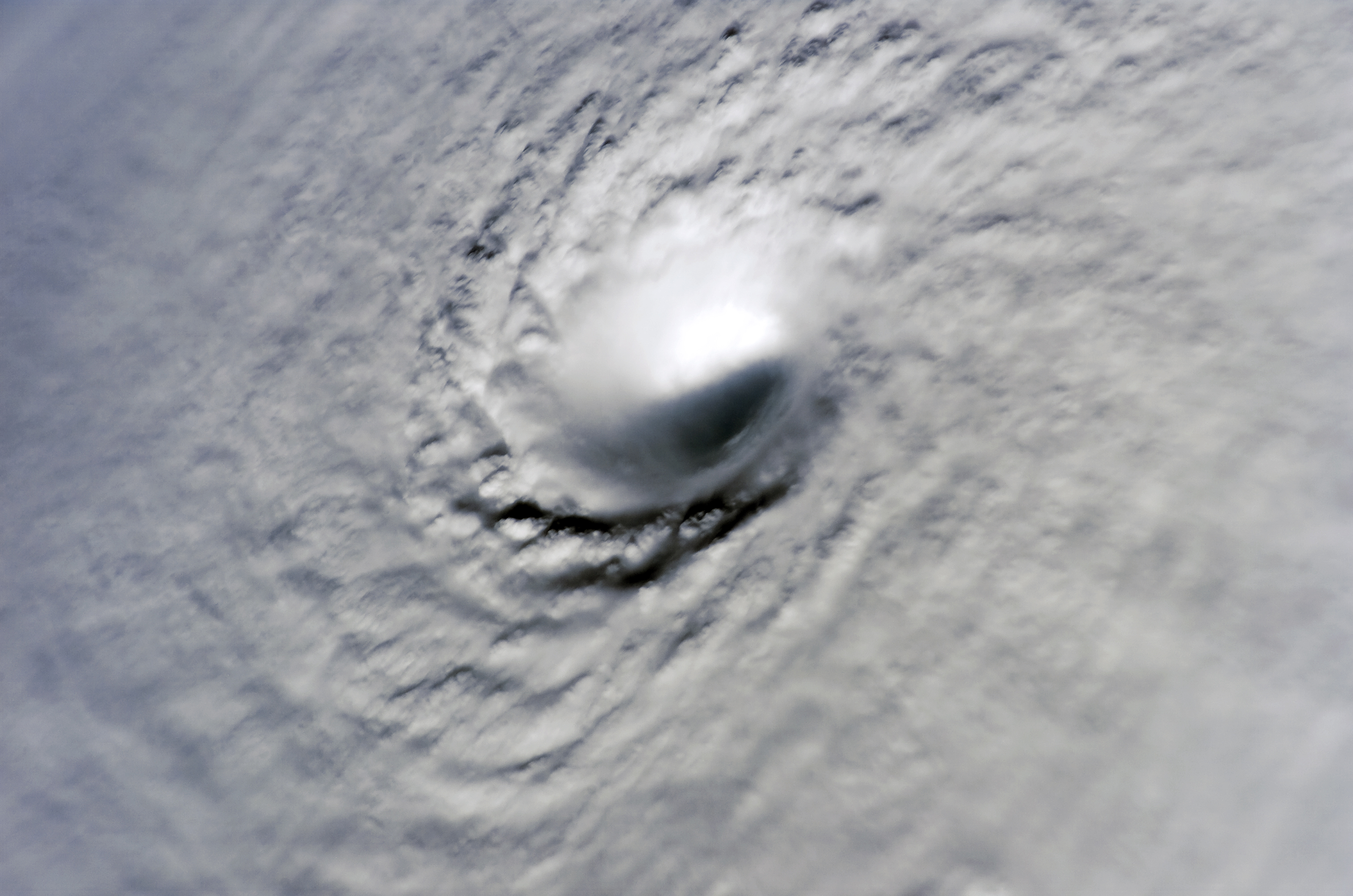
Photo de l'œil de l'ouragan Wilma à 13h22 TU le 19 octobre 2005 captée par l'équipage de la station spatiale internationale. Wilma est l'ouragan de l'Atlantique nord ayant la plus basse pression centrale à 882 hPa. On y voit les murs en pente de l'œil.

Les mésovortex du mur de l'œil sont des tourbillons de très petite échelle qui se trouvent dans le mur orageux central des cyclones tropicaux très intenses. Ils sont similaires à des tourbillons de succion dans les tornades à entonnoirs multiples. Le vent peut y être jusqu'à 10 % supérieurs à celui dans le reste du mur. Ils sont fréquents à certains moments de la vie du cyclone. Ils ont un comportement singulier, effectuant généralement une orbite autour du centre du cyclone mais occasionnellement demeurent stationnaires ou même traversent de part en part le centre.
Les observations de ce phénomène ont pu être reproduits expérimentalement et théoriquement. Ces tourbillons sont un facteur important après que le cyclone a touché terre. Les méso-vortex peuvent en effet alors transmettre leur rotation aux orages inclus dans le système et la friction de la terre permet de concentrer celle-ci près du sol ce qui peut causer des groupes de tornades.

### Tornades
Dans le secteur nord-est du mur, des tornades se forment souvent et chaque cyclone produit en moyenne dix tornades. Une grande partie des dégâts provoqués par un cyclone proviennent non pas des vents linéaires mais des tornades mais aussi de l'onde de tempête engendrées. Ceci contredit l'idée reçue que la plupart des dégâts sont provoqués par les vents linéaires.

### Vents linéaires associés
Le mur est le siège des vents les plus intenses qui peuvent dépasser 300 km/h (hors tornades) dans le cas de cyclones extrêmes. Toutefois les vents, même sous le mur, sont en général beaucoup plus faibles et ne dépassent généralement pas les 180 km/h. Les vents horizontaux peuvent être violents tandis que les vents (courants) verticaux sont en général très faibles ce qui semble surprenant.

## Remplacement du mur de l'œil
Le remplacement du mur de l'œil du cyclone se produit naturellement pour des cyclones engendrant des vents supérieurs à 185 km/h ou étant de catégorie 3 ou plus dans l'échelle de Saffir-Simpson. Quand le cyclone atteint cette intensité, le mur de l'œil se contracte et les bandes extérieures se renforcent et s'organisent elles-mêmes en une nouvelle ceinture d'orages qui va se contracter lentement et priver le mur intérieur du moment cinétique et de l'humidité nécessaire à sa conservation. Comme le mur intérieur est étouffé par la nouvelle ceinture, et que les vents les plus violents qui sont au-dessous du mur de l'œil vont faiblir, le cyclone va perdre temporairement en intensité. Toutefois, lorsque le vieux mur intérieur aura disparu, le cyclone va se réintensifier.
La découverte de ce processus fut partiellement à l'origine de l'abandon par le gouvernement américain du projet Stormfury. Ce projet consistait à ensemencer les cumulonimbus entourant l'œil du cyclone pour leur faire perdre de la vigueur et provoquer la formation d'un nouveau mur plus faible. Lorsqu'il a été découvert que ce processus était naturel, le projet fut rapidement abandonné. D'autres expériences, comme RAINEX, visent depuis ce temps à étudier ce phénomène.
Presque tous les cyclones violents vont au moins connaître une de ces phases. L'ouragan Allen a connu plusieurs fois le renouvellement de son mur passant plusieurs fois du niveau 5 au niveau 3 dans l'échelle de Saffir-Simpson. L'ouragan Juliette (2001) est un rare cas documenté de trois murs simultanés.

## Tours convectives

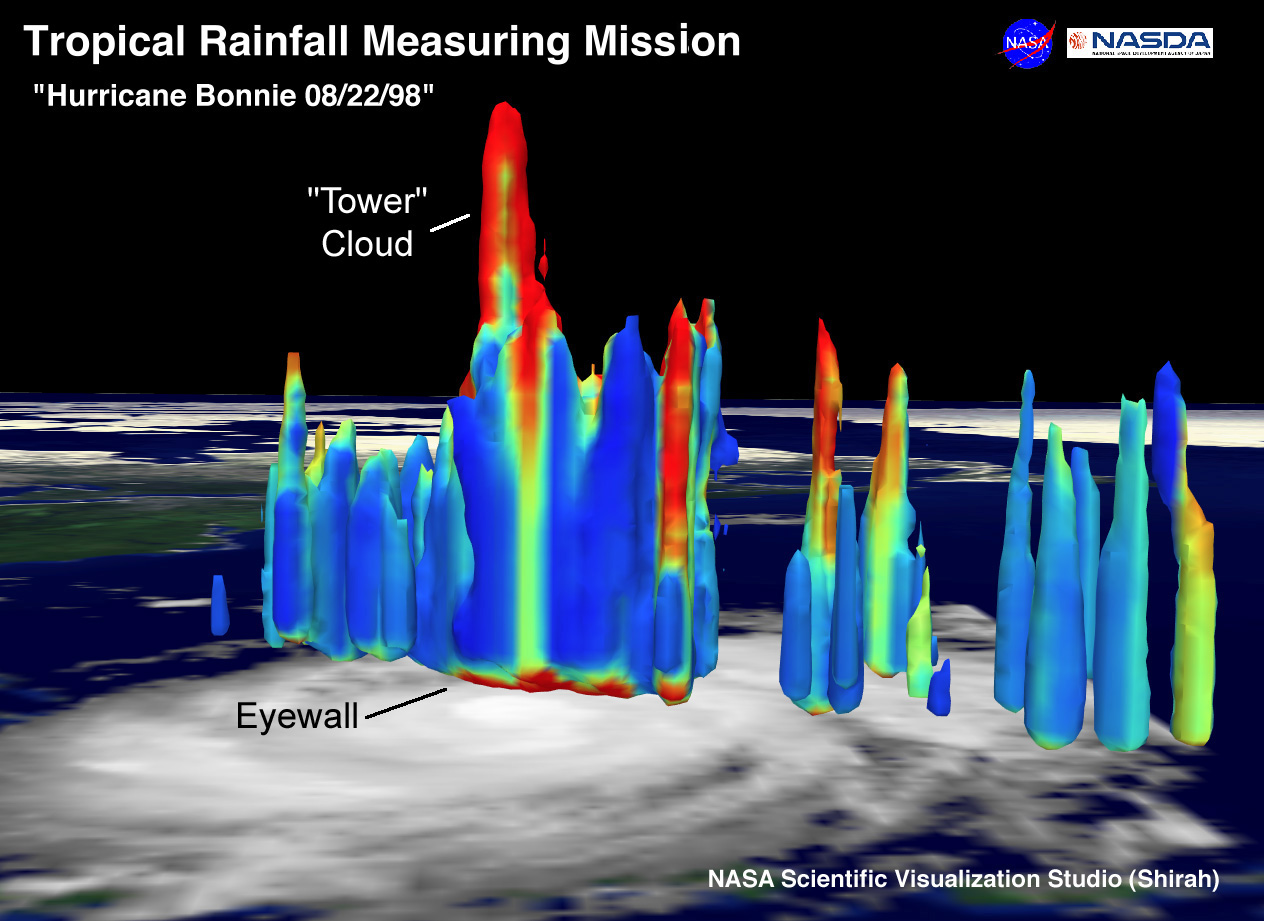
Simulation des tours convectives dans le mur de l'œil de l'ouragan Bonnie (1998)

Une tour convective est un nuage de type castellanus qui se développe à l'intérieur du mur de l'œil. Le terme de Towering cumulonimbus a aussi été introduit (qui pourrait être traduit en français par cumulonimbus tholus (nom non officiel)).

### Origine du terme
L'hypothèse des tours convectives a été émise par Herbert Riehl et Joanne Simpson (puis Joanne Malkus) après l'étude des profils d'énergie statique humide au niveau des tropiques. Avant 1958, le mécanisme des cellules de Hadley était mal compris. Riehl et Simpson ont émis l'hypothèse que l'énergie alimentant ces cellules convectives était fournie par la libération de chaleur latente au cours de la condensation et de la solidification ultérieure de la vapeur d'eau.

### Phénoménologie
Une tour convective est un nuage de type castellanus qui se développe à l'intérieur du mur de l'œil. Ce nuage perce la tropopause et s'étend dans la basse stratosphère. Les colonnes ascendantes ont une étendue de 5 km environ. L'extension horizontale conséquente de ces cellules isole le courant ascendant de l'air sec adjacent et donc en l'absence de mélange, les parcelles d'air s'élèvent se refroidissent suivant l'adiabatique humide. Une grande quantité de chaleur latente est libérée au cours de l'ascension de la masse d'air à l'intérieur du mur de l'œil.
Dans l'ouragan Dennis, des tours convectives s'élevant jusqu'à 16 km soit 55 000 pieds environ ont été observées. Les courants ascendants ont atteint 20 m/s et les courants descendants ont atteint 10-12 m/s. Ces tours convectives sont concomitantes  au renforcement du cyclone. Lors de l'ouragan Bonnie (1998), les tours convectives se sont élevées à 17,5 km soit près de 60 000 pieds et ont pris la forme de cumulonimbus supercellulaires. L'intensité des courants ascendants est inconnue. Une tour convective particulièrement élevée se forma et le cyclone s'intensifia avant de frapper la Caroline du Nord.